# 瀧行

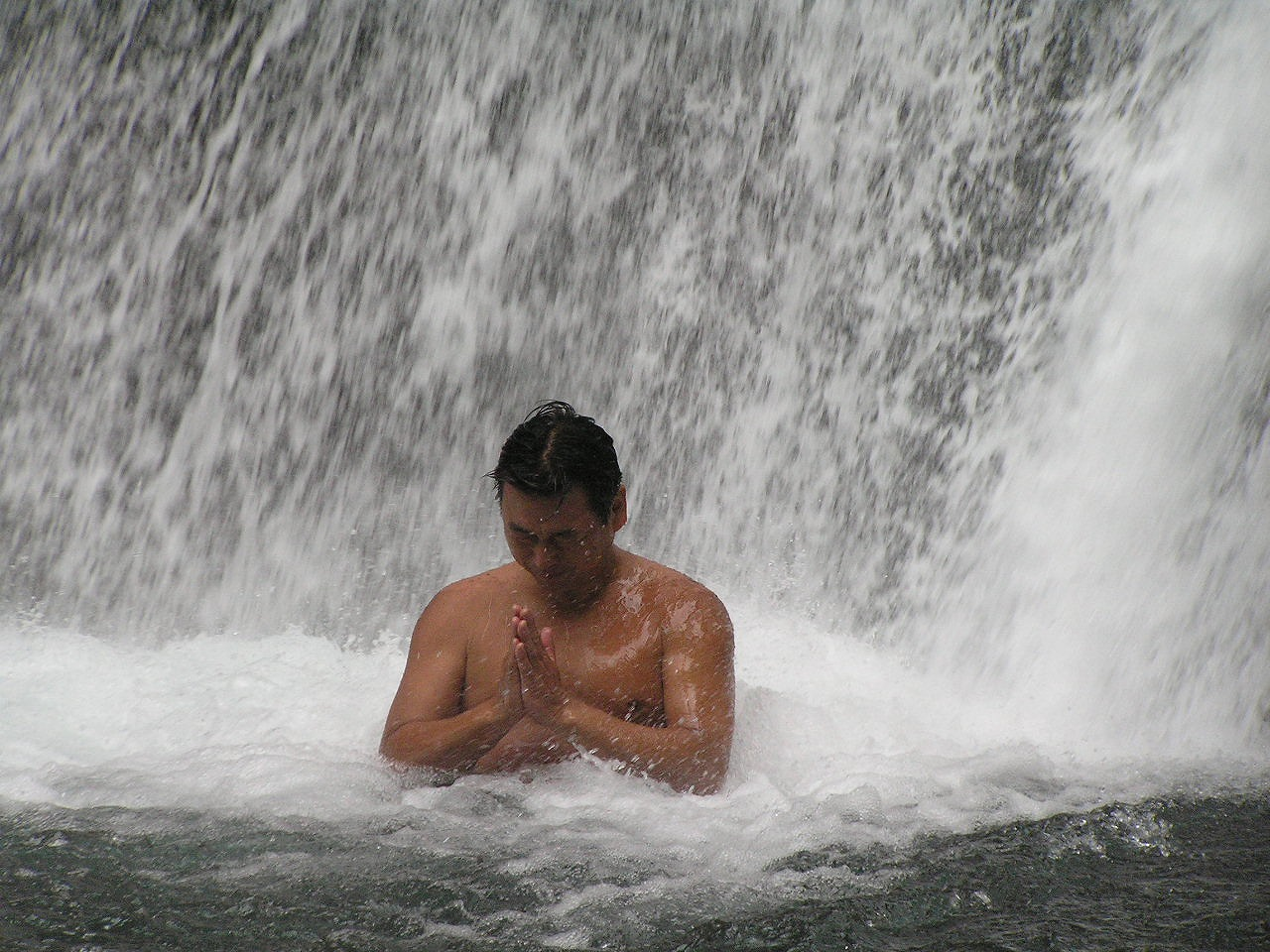
進行瀧行的男性

瀧行（滝行，たきぎょう）是日本入瀧（瀑布）進行的修行。密教、修驗道、神道的修行方法之一。有時也用在武道團體測試根性或電視節目的處罰遊戲。

## 方法
以下是一般的方法。
- 換裝，成為白裝束。
- 向瀑布行禮。
- 集中精神氣勢，念誦真言、經文、祝詞。
- 前往瀑布，以水沐浴（水行）。
- 進入瀑布的深潭中。忍耐寒冷、衝擊之苦。
- 接著痛苦消失，最後僅存水打在身上的感覺。
- 離開瀑布，擦拭身體、保暖。

## 書籍
- 『滝行―大自然の中、新しい自分と出会う』佐藤美知子著 コスモスライブラリー

## 關連項目
- 禊
- 沐浴

## 外部連結
- 滝行指導
- 滝行のすすめ
- 全国滝行体験一覧 （页面存档备份，存于）
- 天真流滝行 （页面存档备份，存于）